# Pielis älv
Pielis älv (finska Pielisjoki) är en älv som är sjön Pielisjärvis avlopp till Saimen. Älven är 64 kilometer lång och bildar ett flertal forsar, flera utbyggda med kraftverk.
Det största är Kaltimo kraftverk. 1874-1883 kanaliserades älven med hjälp av 11 slussar, och fungerade tidigare som en viktig led för trävarutransporter.